# تورنیکه مویین

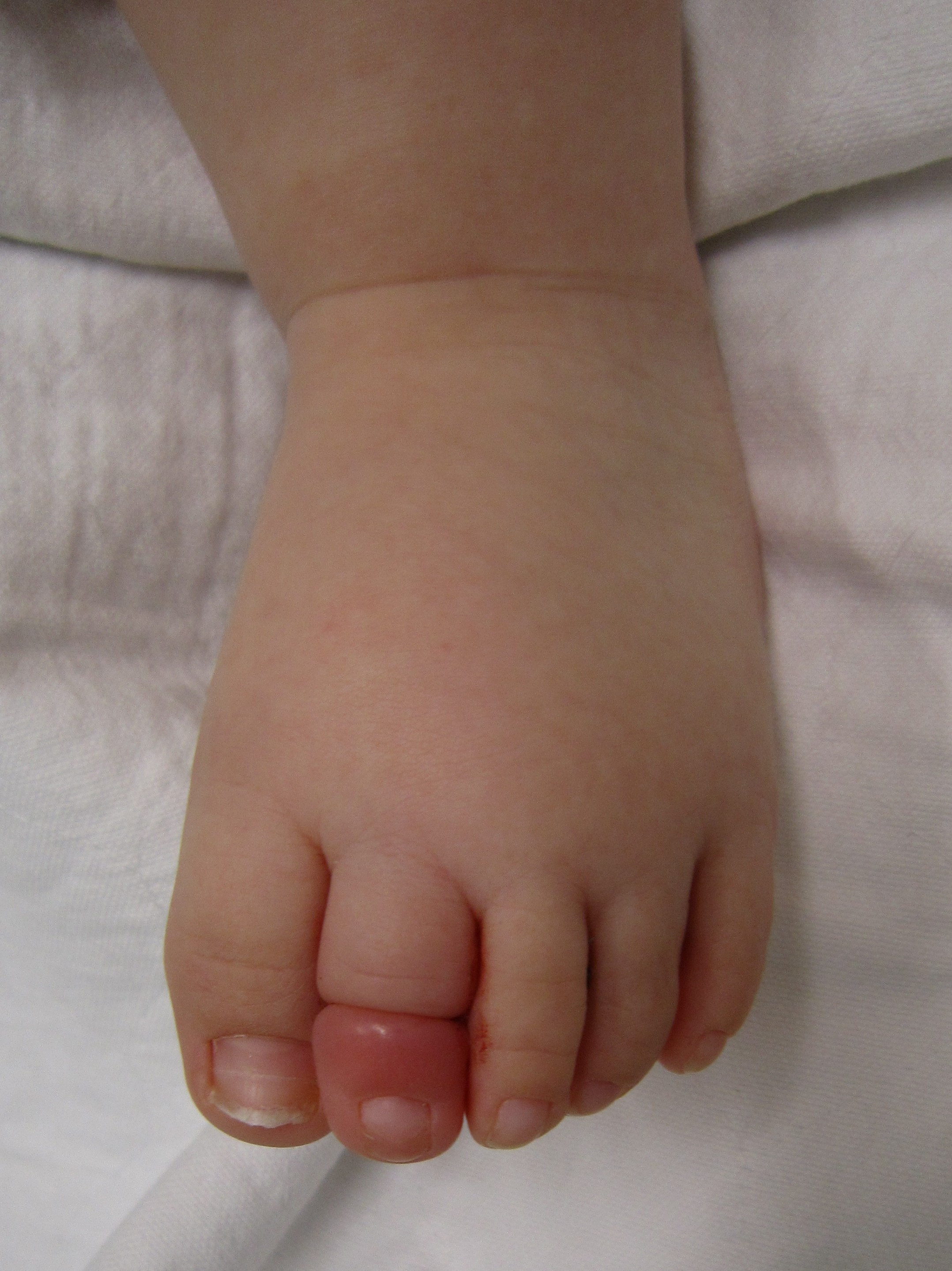
تورنیکه موی

تورنیکه مویین (به انگلیسی: Hair tourniquet) در پزشکی به وضعیتی گفته می‌شود که یک تکه موی معمولی یا همانند آن بدور انگشت، آلت تناسلی یا هر عضو دیگر بدن پیچیده شده و با ایجاد تورنیکه و اختلال در گردش خون باعث تورم (اِدم) و هماتوم گردد.
این سندرم بیشتر در کودکان خردسال (غالبا سن زیر ۲ ماه و همزمان با ریزش مو پس از بارداری مادر) رخ می‌دهد و آمار نشان داده که علت اصلی ٬پنهان شدن یک تار موی بلند٬ درون جوراب است که با پیچیده شدن بدور انگشت پا ٬با ایجاد حالتی شبیه به شریان‌بند٬ باعث آسیب جدی به بافت می‌گردد.
از دیگر موارد ایجاد این نشانگان ٬پیچش خودبخود تار مو بدور انگشت کودک٬ در زیر پتو است. همچنین در بعضی فرهنگ‌ها برای درمان شب‌ادراری کودکان یا برای خوش‌شانسی تکه ای نخ را به دور آلت تناسلی کودک می‌بندند که ممکن است باعث ایجاد عوارضی مانند سندرم تورنیکه مویین گردد. همواره باید احتمال کودک‌آزاری را نیز در نظر داشت.

## علائم و نشانه‌ها
سمپتوم یا نشانه و در حقیقت گزارش و شکایت بیمار، در این سندرم به ندرت وجود دارد. چراکه در بیشتر موارد برای کودکان و خردسالان پیش آمده و نشانه و سمپتومی گزارش نمی‌شود. اما پزشک و پرستار می‌توانند با توجه به علائم و نشانه‌های موجود، سندرم را تشخیص دهند.
نشانه ها غالباً شامل گریه شدید و بدون علت مشخص، تورم و قرمزی عضو درگیر است.
دراین حالت وبا توجه به بسته شدن مسیر گردش خون، سرخرگ قادر به پرفیوژن و سیاهرگ توانایی درناژ را از دست داده و بافت انگشت دچار ایسکمی می‌گردد.

## درمان
در درمان این سندرم باید به وضعیت سنی و شرایط پوستی کودک توجه نمود. بریدن موی پیچیده شده تنها روش درمان است اما برای بریدن مو و با توجه به تعداد دور پیچش و نیز اندازه تورم انگشت می‌توان از سوزن بخیه قیچی عروق ویا مواد شیمیایی استفاده نمود.